# Master key system
Master key czyli tzw. system klucza generalnego – umożliwia dostęp do dowolnej liczby drzwi za pomocą jednego klucza przy jednoczesnym wprowadzeniu pełnej kontroli dostępu do poszczególnych pomieszczeń, przy czym w dalszym ciągu możliwe jest stosowanie kluczy indywidualnych.
Systemy Master Key mogą być prostymi układami dostępu, które będą obejmować małe liczby drzwi, np. tylko 3 sztuki i w tym wypadku będą stanowić prostą strukturę organizacyjną. Duże systemy (stosowane w hotelach i obiektach przemysłowych) obejmują nawet kilka tysięcy punktów/drzwi.

## Zastosowania systemów Master Key
- mieszkania
- domy jednorodzinne
- biura i biurowce
- centra handlowe
- fabryki i obiekty przemysłowe
- hotele
- obiekty użyteczności publicznej

Dzięki temu, że systemy Master Key umożliwiają dostarczenie kluczy o różnym dostępie do poszczególnych pomieszczeń i obiektów liczba potencjalnych zastosowań dla nich jest praktycznie nieograniczona.
Prosty system klucza spełnia z reguły funkcję systemu zamknięć na jeden klucz (tzw. system jednego klucza – zamki ujednolicone) i pozwala zastąpić pęk kluczy jednym kluczem, który otwiera wszystkie drzwi.
System klucza generalnego, tzw. Master Key (inaczej układ centralnego otwierania) pozwala na otwarcie i zamknięcie dowolnej liczby drzwi jednym kluczem oraz wprowadzenie pełnej kontroli dostępu do pomieszczeń przy pomocy kluczy grupowych i indywidualnych. 
Montaż takiego systemu polega na zastosowaniu, bądź wymianie wkładek bębenkowych we wszystkich pomieszczeniach, które nas interesują.
Zalety systemu Master Key:
- wygoda w administrowaniu obszarem
- bezpieczeństwo (np: możliwość otwierania w sytuacji zagrożenia (np. pożar) jednym kluczem generalnym wszystkich pomieszczeń (szybka ewakuacja ludzi itp.)
- jeden klucz umożliwiający dostęp tylko do wybranych pomieszczeń i obiektów (ochrona przed osobami nieupoważnionymi)
- system może być oparty na atestowanych wkładkach antywłamaniowych, posiadających najwyższe certyfikaty klasy C/6EN

## Przykład
- W hotelu: Gość otrzymuje jeden klucz, którym może otworzyć swój pokój i sejf w pokoju. Każda osoba z personelu sprzątającego ma klucz, pozwalający na otwarcie wszystkich pokoi (lecz nie sejfu) oraz szatni pracowników, schowków ze sprzętem itp. Kelnerzy mają klucz otwierający ich szatnię, wszystkie pokoje i drzwi komunikacji. Kierownik hotelu ma klucz otwierający wszystkie zamki w danym hotelu.
- W fabryce: Osoby pracujące w dziale utrzymania ruchu mogą otwierać wszystkie pomieszczenia związane z funkcjami produkcji. Pomieszczenia elektryczne, automatyki przemysłowej, sterownie bramy do transportu itp. Dział informatyczny otwiera wszystkie drzwi związane ze swoją działalnością. Dział ochrony potrafi zamknąć na koniec zmian wszystkie ciągi komunikacyjne, bramy, drzwi zakładu. Funkcje można ustalić na etapie projektowania z inwestorem.
- Biurowce: Najemcy pomieszczeń otrzymują klucz otwierający wszystkie drzwi na podnajmowanych piętrach. Obsługa biurowca posiada klucz do wszystkich niezbędnych pomieszczeń związanych z automatyką, szachtami elektrycznymi, kotłowniami itp
- Infrastruktura miejska: klucze związane ze świadczoną działalnością dla miasta. Węzły cieplne w budynkach, automatyka świateł, sieć wodociągowa
- inne.